# Greenville (Indiana)
Greenville – miasto w Stanach Zjednoczonych, w stanie Indiana, w hrabstwie Floyd.

## Demografia
W 2010 zamieszkiwało w nim 595 osób. W 2023 liczba mieszkańców wzrosła do 1441 osób, a gęstość zaludnienia przekroczyła 713 osób/km². Na przestrzeni 13 lat zaludnienie Greenville zwiększyło się ponad 2,4-krotnie.